# Clinoptilolita-Na
La clinoptilolite-Na és un mineral de la classe dels silicats que pertany al grup de la clinoptilolita. Rep el seu nom del grec klinein (recostat), ptilon (ploma) i lithos (pedra), i per ser l'espècie amb sodi dominant.

## Característiques
La clinoptilolite-Na és un silicat de fórmula química Na₆(Si30Al₆)O72·20H₂O. Cristal·litza en el sistema monoclínic. La seva duresa a l'escala de Mohs és d'entre 3,5 a 4.
Segons la classificació de Nickel-Strunz, la clinoptilolita-Na pertany a «09.GE - Tectosilicats amb H₂O zeolítica; cadenes de tetraedres de T10O20» juntament amb els següents minerals: clinoptilolita-Ca, clinoptilolita-K, heulandita-Ca, heulandita-K, heulandita-Na, heulandita-Sr, heulandita-Ba, estilbita-Ca, estilbita-Na, barrerita, stel·lerita, brewsterita-Ba i brewsterita-Sr.

## Formació i jaciments
Va ser descoberta a Barstow Formation, al comtat de San Bernardino (Califòrnia, Estats Units). També ha estat descrita Àustria, el Canadà, Espanya, altres indrets dels Estats Units, Filipines, el Japó, Namíbia, Nova Zelanda, Xile, la República Popular de la Xina, la República Txeca, Rússia i als oceans Índic i Pacífic.